# Big Boys Gone Bananas!*
Pour plus de détails, voir Fiche technique et Distribution.
Big Boys Gone Bananas!* est un film documentaire suédois écrit et réalisé par Fredrik Gertten en 2011. Il fait suite au film Bananas!*.
Il a été présenté au Festival de Sundance 2012.

## Synopsis
Le film traite de la façon dont la société de production de Gertten a été poursuivie en justice par Dole Food Company pour son documentaire de 2009, Bananas!*.

## Fiche technique
- Titre : Big Boys Gone Bananas!*
- Réalisation : Fredrik Gertten
- Scénario : Fredrik Gertten
- Production : Margarete Jangård
- Genre : film documentaire
- Langue : suédois
- Durée : 90 minutes
- Pays d'origine : Suède
- Dates de sortie :
  -  Festival de Sundance 2012 : 20 janvier 2012